# Rio Lualaba
Imagem de satélite da região do rio Lualaba
O rio Lualaba é o curso de água inicial do rio Congo, passando perto de Lubumbashi, a norte de Quissangane, onde, após o Lualaba receber as águas do rio Lindi, passa a ser chamado de rio Congo. O Lualaba já foi considerado como fonte de água do Nilo, até que Henry Morton Stanley se aventurou rio abaixo e provou que o rio desagua no oceano Atlântico.
Os principais afluentes do Lualaba são os rios: Lowa, Ulindi, Luama, Lukuga, Lufira, Lubudi e Luvura.
O Lualaba irriga o norte e o oeste do Parque Nacional Upemba na República Democrática do Congo.